# Miralem Sulejmani
Miralem Sulejmani (in serbo Миралем Сулејмани?; Belgrado, 5 dicembre 1988) è un ex calciatore serbo, di etnia gorani, di ruolo attaccante.

## Carriera

### Club

#### Partizan e Heerenveen
Ha fatto il proprio debutto professionistico con indosso la maglia del Partizan Belgrado all'età di 17 anni durante la stagione 2005-2006, dopo aver militato per cinque anni all'interno del settore giovanile.
Il 6 dicembre 2006 il club serbo annuncia la cessione del giocatore agli olandesi dell'Heerenveen con decorrenza dal 1º gennaio 2007. Tuttavia, al giocatore venne impedito di disputare alcuna gara durante i suoi primi 6 mesi a causa di scambi fittizi tra il club olandese e l'agente del giocatore serbo. La faccenda si concluse con la sospensione di Sulejmani fino all'11 maggio 2007, rendendo così vano il ricorso dell'Heerenveen alla FIFA. Il suo debutto avverrà il 17 agosto 2007, in una gara contro il Willem II, mentre metterà a segno la sua prima rete già alla gara successiva, una sconfitta esterna contro l'Ajax (4-1).

#### Ajax
Il 9 luglio 2008 l'Ajax ufficializza l'acquisto del giocatore per una cifra di 16 milioni di euro, arrivando assieme alla punta olandese Klaas-Jan Huntelaar. Durante la sua prima annata riuscirà a timbrare per 10 volte in campionat e per 7 volte in Coppa UEFA.
L'11 agosto 2010, il West Ham United ha confermato di aver trovato un accordo con l'Ajax e poter acquisire il giocatore in prestito per un anno soggetto alla concessione di un permesso di lavoro che, il giorno dopo, non verrà concesso.
Il 15 maggio 2011 vince l'Eredivisie nello scontro diretto vinto per 3-1 contro il Twente. Il 30 luglio seguente perde da titolare la Supercoppa d'Olanda proprio contro il Twente per 2-1. Fermo da marzo 2012 per un problema al menisco, il 2 maggio vince la sua seconda Eredivisie consecutiva con la squadra dei lancieri. Torna a giocare in Eredivisie dopo più di 5 mesi, il 25 agosto in Ajax-NAC Breda 5-0, entrando in campo nella ripresa. Il 15 settembre in occasione di Ajax-RKC 2-0 tocca quota 100 presenze in campionato con la maglia dei lancieri. Nel febbraio 2013 il tecnico Frank de Boer decise di non convocarlo più in prima squadra per via del suo imminente passaggio al Benfica in estate a parametro zero, relegandolo alla squadra delle riserve.

#### Benfica e Young Boys
Nel luglio del 2013 viene ingaggiato a parametro zero dal Benfica. Debutta con i portoghesi il 25 agosto seguente in una gara contro il Gil Vicente. Il 15 dicembre 2013 mette a segno la sua prima rete in una gara contro l'Olhanense in trasferta (2-3). Durante l'annata 2014-2015, il giocatore inizia ad essere utilizzato con il contagocce, finendo per totalizzare solamente 8 presenze.
Il 9 giugno 2015 firma un contratto triennale con gli svizzeri dello Young Boys. Il 28 luglio 2015 fa il proprio debutto con il club svizzero in una gara valida per le qualificazioni alla UEFA Champions League 2015-2016 contro il Monaco. Dopo l'eliminazione del club da parte dei monegaschi per un totale di 7-1, la squadra di Sulejmani si ritroverà ad affrontare le qualificazioni all'Europa League 2015-2016, dove saranno a loro volta eliminati, questa volta dal Qarabağ. Tuttavia, il serbo debutta finalmente in campionato il 18 luglio, in un pareggio esterno contro lo Zurigo. Dopo esser stato espulso in una gara contro il Thun, il serbo metterà a segno la sua prima rete della sua esperienza in una vittoria esterna contro il Sion (1-3). Termina l'annata totalizzando 38 presenze e mettendo a referto 8 reti.
Durante l'annata 2016-2017 il giocatore avrà l'occasione di poter debuttare ufficialmente in Europa League in una sconfitta casalinga contro l'Olympiakos. Durante il proseguimento della stagione, il giocatore subirà alcuni infortuni che ne limiteranno il minutaggio, riuscendo comunque a totalizzare 32 presenze e a mettere a segno 9 reti. Particolarmente fruttuosa sarà l'annata 2017-2018, dove riuscirà a raggiungere per la seconda volta in carriera la doppia cifra (dopo la stagione 2011-2012 all'Ajax) e a vincere il campionato totalizzando 84 punti: è il primo titolo ottenuto dal club dopo 32 anni. L'annata successiva vincerà nuovamente il titolo, totalizzando però solamente 17 presenze in campionato per via di svariati infortuni. I successi in campionato si ripeteranno per altri due anni, con il serbo che alla fine dell'annata 2021-2022 deciderà di lasciare il club dopo 7 anni.

#### Il ritorno in campo
Dopo circa un anno e mezzo dall'ultima esperienza calcistica, il 19 gennaio 2024 Sulejmani decide di ritornare in campo firmando per il Železničar Inđija, club serbo militante nelle serie minori.

## Statistiche

### Presenze e reti nei club
Statistiche aggiornate al 9 marzo 2021.
| Stagione          | Squadra           | Campionato        | Campionato | Campionato | Coppe nazionali | Coppe nazionali | Coppe nazionali | Coppe continentali | Coppe continentali | Coppe continentali | Altre coppe | Altre coppe | Altre coppe | Totale | Totale |
| Stagione          | Squadra           | Comp              | Pres       | Reti       | Comp            | Pres            | Reti            | Comp               | Pres               | Reti               | Comp        | Pres        | Reti        | Pres   | Reti   |
| ----------------- | ----------------- | ----------------- | ---------- | ---------- | --------------- | --------------- | --------------- | ------------------ | ------------------ | ------------------ | ----------- | ----------- | ----------- | ------ | ------ |
| 2006-2007         | Heerenveen        | ED                | 0          | 0          | CO              | 0               | 0               | CU                 | 0                  | 0                  | -           | -           | -           | 0      | 0      |
| 2007-2008         | Heerenveen        | ED                | 34         | 14         | CO              | 1               | 0               | CU                 | 2                  | 0                  | -           | -           | -           | 37     | 14     |
| Totale Heerenveen | Totale Heerenveen | Totale Heerenveen | 34         | 14         |                 | 1               | 0               |                    | 2                  | 0                  |             | -           | -           | 37     | 14     |
| 2008-2009         | Ajax              | ED                | 27         | 8          | CO              | 0               | 0               | CU                 | 7                  | 2                  | -           | -           | -           | 34     | 10     |
| 2009-2010         | Ajax              | ED                | 17         | 2          | CO              | 4               | 0               | UEL                | 10                 | 1                  | -           | -           | -           | 31     | 3      |
| 2010-2011         | Ajax              | ED                | 32         | 8          | CO              | 6               | 3               | UCL+UEL            | 10+4               | 0+2                | SO          | 1           | 0           | 53     | 13     |
| 2011-2012         | Ajax              | ED                | 22         | 11         | CO              | 1               | 0               | UCL+UEL            | 6+2                | 1+0                | SO          | 1           | 0           | 32     | 12     |
| 2012-2013         | Ajax              | ED                | 5          | 0          | CO              | 2               | 0               | UCL+UEL            | 1+0                | 0                  | SO          | 0           | 0           | 8      | 0      |
| Totale Ajax       | Totale Ajax       | Totale Ajax       | 103        | 29         |                 | 13              | 3               |                    | 40                 | 6                  |             | 2           | 0           | 158    | 38     |
| 2013-2014         | Benfica           | PL                | 11         | 1          | CP+CdL          | 2+3             | 1+1             | UCL+UEL            | 3+7                | 0                  | -           | -           | -           | 26     | 3      |
| 2014-2015         | Benfica           | PL                | 4          | 0          | CP+CdL          | 0+4             | 0               | UCL                | 0                  | 0                  | SP          | 0           | 0           | 8      | 0      |
| Totale Benfica    | Totale Benfica    | Totale Benfica    | 15         | 1          |                 | 9               | 2               |                    | 10                 | 0                  |             | 0           | 0           | 34     | 3      |
| 2015-2016         | Young Boys        | SL                | 31         | 8          | CS              | 3               | 0               | UCL+UEL            | 2+2                | 0                  | -           | -           | -           | 38     | 8      |
| 2016-2017         | Young Boys        | SL                | 27         | 8          | CS              | 0               | 0               | UCL+UEL            | 4+3                | 1+0                | -           | -           | -           | 32     | 9      |
| 2017-2018         | Young Boys        | SL                | 32         | 11         | CS              | 4               | 2               | UCL+UEL            | 3+5                | 0+0                | -           | -           | -           | 44     | 13     |
| 2018-2019         | Young Boys        | SL                | 17         | 7          | CS              | 3               | 2               | UCL                | 7                  | 0                  | -           | -           | -           | 27     | 9      |
| 2019-2020         | Young Boys        | SL                | 15         | 4          | CS              | 3               | 0               | UCL+UEL            | 1+0                | 0                  | -           | -           | -           | 19     | 4      |
| 2020-2021         | Young Boys        | SL                | 28         | 0          | CS              | 1               | 0               | UCL+UEL            | 2+6                | 1+1                | -           | -           | -           | 37     | 2      |
| 2021-2022         | Young Boys        | SL                | 16         | 1          | CS              | 1               | 1               | UCL                | 1                  | 0                  | -           | -           | -           | 18     | 2      |
| Totale Young Boys | Totale Young Boys | Totale Young Boys | 166        | 39         |                 | 15              | 5               |                    | 36                 | 3                  |             | -           | -           | 214    | 47     |
| Totale carriera   | Totale carriera   | Totale carriera   | 339        | 83         |                 | 38              | 10              |                    | 88                 | 9                  |             | 2           | 0           | 443    | 102    |

### Cronologia presenze e reti in nazionale
| Cronologia completa delle presenze e delle reti in nazionale ― Serbia | Cronologia completa delle presenze e delle reti in nazionale ― Serbia | Cronologia completa delle presenze e delle reti in nazionale ― Serbia | Cronologia completa delle presenze e delle reti in nazionale ― Serbia | Cronologia completa delle presenze e delle reti in nazionale ― Serbia | Cronologia completa delle presenze e delle reti in nazionale ― Serbia | Cronologia completa delle presenze e delle reti in nazionale ― Serbia | Cronologia completa delle presenze e delle reti in nazionale ― Serbia |
| Data                                                                  | Città                                                                 | In casa                                                               | Risultato                                                             | Ospiti                                                                | Competizione                                                          | Reti                                                                  | Note                                                                  |
| --------------------------------------------------------------------- | --------------------------------------------------------------------- | --------------------------------------------------------------------- | --------------------------------------------------------------------- | --------------------------------------------------------------------- | --------------------------------------------------------------------- | --------------------------------------------------------------------- | --------------------------------------------------------------------- |
| 6-2-2008                                                              | Skopje                                                                | Macedonia                                                             | 1 – 1                                                                 | Serbia                                                                | Amichevole                                                            | -                                                                     | 46’                                                                   |
| 26-3-2008                                                             | Kiev                                                                  | Ucraina                                                               | 2 – 0                                                                 | Serbia                                                                | Amichevole                                                            | -                                                                     | 83’                                                                   |
| 10-9-2008                                                             | Saint-Denis                                                           | Francia                                                               | 2 – 1                                                                 | Serbia                                                                | Qual. Mondiali 2010                                                   | -                                                                     | 69’                                                                   |
| 10-2-2009                                                             | Nicosia                                                               | Cipro                                                                 | 0 – 2                                                                 | Serbia                                                                | Amichevole                                                            | -                                                                     | 46’                                                                   |
| 11-2-2009                                                             | Nicosia                                                               | Serbia                                                                | 0 – 1                                                                 | Ucraina                                                               | Amichevole                                                            | -                                                                     | 46’                                                                   |
| 10-6-2009                                                             | Tórshavn                                                              | Fær Øer                                                               | 0 – 2                                                                 | Serbia                                                                | Qual. Mondiali 2010                                                   | -                                                                     | 77’                                                                   |
| 17-11-2010                                                            | Sofia                                                                 | Bulgaria                                                              | 0 – 1                                                                 | Serbia                                                                | Amichevole                                                            | -                                                                     | 74’                                                                   |
| 28-2-2012                                                             | Limassol                                                              | Armenia                                                               | 0 – 2                                                                 | Serbia                                                                | Amichevole                                                            | -                                                                     | 58’                                                                   |
| 29-2-2012                                                             | Limassol                                                              | Cipro                                                                 | 0 – 0                                                                 | Serbia                                                                | Amichevole                                                            | -                                                                     | 79’                                                                   |
| 11-9-2012                                                             | Novi Sad                                                              | Serbia                                                                | 6 – 1                                                                 | Galles                                                                | Qual. Mondiali 2014                                                   | 1                                                                     | 70’                                                                   |
| 16-10-2012                                                            | Skopje                                                                | Macedonia                                                             | 1 – 0                                                                 | Serbia                                                                | Qual. Mondiali 2014                                                   | -                                                                     | 74’                                                                   |
| 14-11-2012                                                            | San Gallo                                                             | Cile                                                                  | 1 – 3                                                                 | Serbia                                                                | Amichevole                                                            | -                                                                     | 60’                                                                   |
| 6-2-2013                                                              | Nicosia                                                               | Cipro                                                                 | 1 – 3                                                                 | Serbia                                                                | Amichevole                                                            | -                                                                     | 46’                                                                   |
| 14-8-2013                                                             | Barcellona                                                            | Colombia                                                              | 1 – 0                                                                 | Serbia                                                                | Amichevole                                                            | -                                                                     | 46’                                                                   |
| 6-9-2013                                                              | Belgrado                                                              | Serbia                                                                | 1 – 1                                                                 | Croazia                                                               | Qual. Mondiali 2014                                                   | -                                                                     | 56’                                                                   |
| 5-3-2014                                                              | Dublino                                                               | Irlanda                                                               | 1 – 2                                                                 | Serbia                                                                | Amichevole                                                            | -                                                                     | 75’                                                                   |
| 8-10-2015                                                             | Elbasan                                                               | Albania                                                               | 0 – 2                                                                 | Serbia                                                                | Qual. Euro 2016                                                       | -                                                                     | 54’                                                                   |
| 11-10-2015                                                            | Savski Venac                                                          | Serbia                                                                | 1 – 2                                                                 | Portogallo                                                            | Qual. Euro 2016                                                       | -                                                                     | 84’                                                                   |
| 23-3-2016                                                             | Poznań                                                                | Polonia                                                               | 1 – 0                                                                 | Serbia                                                                | Amichevole                                                            | -                                                                     | 66’                                                                   |
| 29-3-2016                                                             | Tallinn                                                               | Estonia                                                               | 0 – 1                                                                 | Serbia                                                                | Amichevole                                                            | -                                                                     | 87’                                                                   |
| Totale                                                                |                                                                       | Presenze                                                              | 20                                                                    |                                                                       | Reti                                                                  | 1                                                                     |                                                                       |

## Palmarès

### Club
- Coppa dei Paesi Bassi: 1

Ajax: 2009-2010
- Campionato olandese: 3

Ajax: 2010-2011, 2011-2012, 2012-2013
- Campionato portoghese: 2

Benfica: 2013-2014, 2014-2015
- Coppa del Portogallo: 1

Benfica: 2013-2014
- Coppa di Lega portoghese: 2

Benfica: 2013-2014, 2014-2015
- Supercoppa di Portogallo: 1

Benfica: 2014
- Campionato svizzero: 4

Young Boys: 2017-2018, 2018-2019, 2019-2020, 2020-2021
- Coppa Svizzera: 1

Young Boys: 2019-2020

### Individuale
- Miglior talento dell'anno in Eredivisie: 1

2007-2008